# La La Land (film)
La La Land  este un film american muzical de comedie de dragoste dramatic din 2016 scris și regizat de Damien Chazelle. Rolurile principale au fost interpretate de actorii  Ryan Gosling, Emma Stone, John Legend și Rosemarie DeWitt. Filmul prezintă o actriță aspirantă și un muzician care se întâlnesc și se îndrăgostesc în Los Angeles.

## Prezentare
„La La Land” urmărește povestea Miei (Emma Stone), o actriță aspirantă, și a lui Sebastian (Ryan Gosling), un muzician îndrăgostit de jazz, care se zbat să atingă succesul într-un oraș în care prea multe vise și inimi sunt frânte zi de zi. Plasat în Los Angeles-ul zilelor noastre, printre decoruri cuceritoare și momente muzicale fascinante, filmul surprinde bucuriile, dar și dezamăgirile cotidiene a doi tineri în încercarea lor de a-și îndeplini visele.

## Distribuție
- Ryan Gosling - Sebastian Wilder
- Emma Stone - Mia Dolan
- John Legend - Keith
- Rosemarie DeWitt - Laura Wilder
- Finn Wittrock - Greg Earnest
- Jessica Rothe - Alexis
- Sonoya Mizuno -  Caitlin
- Callie Hernandez -  Tracy
- J. K. Simmons - Bill
- Tom Everett Scott - David
- Meagen Fay - Mia's Mom
- Damon Gupton - Harry
- Jason Fuchs - Carlo
- Josh Pence -  Josh

## Producție
Filmările au început la 10 august 2015 și au avut loc în 60 de locuri din L.A timp de 42 de zile. Cheltuielile de producție s-au ridicat la 30 de milioane $.

## Primire
Filmul a primit Premiul Globul de Aur pentru cel mai bun film (muzical/comedie). Încasările filmului sunt de peste 128 de milioane $.